# Маниловиця
Манило́виця (рос. Маныловица) — присілок у складі Тотемського району Вологодської області, Росія. Входить до складу Погоріловського сільського поселення.

## Населення
Населення — 91 особа (2010; 88 у 2002).
Національний склад (станом на 2002 рік):
- росіяни — 97 %